# Mõisamaa (Märjamaa)
Mõisamaa – wieś w Estonii, prowincji Rapla, w gminie Märjamaa.